# Ираклије (син цара Констанса II)
Ираклије ( Грчки: Ἡράκλειος, транслит. Herakleios 'Хераклеј' ) је био византијски цар - савладар од 659. до 681. године. Био је син цара Констанса II и царице Фаусте, за савладара је проглашен 659. године, пре него што је његов отац отишао у Италију. После Констансове смрти, Ираклијев брат Константин IV ступио је на престо као старији цар. Цар Константин IV је покушао да уклони Ираклија и Тиберија као цареве - савладаре. Међутим, то је изазвало народну побуну 681. године. Цар Константин IV је прекинуо побуну обећањем да ће пристати на захтеве побуњеника, пославши их кући, али доводећи њихове вође у Цариград. Цар Константин IV је заробио вође побуне и наредио да се погубе, затим затворио Тиберија и Ираклија и одсекао им носове, након чега су нестали из историје.

## Живот
Ираклије је био један од синова цара Констанса II . Мајка му је била царица Фауста, ћерка патриција и генерала Валентина .  Иако је његов старији брат Константин IV 654. године, проглашен за савладара  659. године, непосредно пре одласка у Италију подигнут цар Констанса II је такође уздигао Ираклија у ранг цара - савладара, заједно са братом Тиберијем .  Церемонија крунисања одржана је између 27. априла и 9. августа. С обзиром на то да се већина крунисања одвијала у празничним данима, врло је вероватно да је ово било у недељу (2. јуна).  Године 663. цар Констанс II је покушао да му се синови придруже на Сицилији, где је намеравао да успостави Сиракузу као нову престоницу, али је то изазвало народни устанак у Цариграду, који су предводили Теодор Колонејски и Андрија, а браћа су остала у царскoј престоници. 
Смрћу цар Констанса II 668. године, Константин IV је постао старији цар.  Након што је тринаест година владао заједно са Ираклијем и Тиберијем, цар Константин IV је покушао да деградира своју браћу са њихових царских положаја, али је то изазвало војну побуну у Анатоличкој теми (у модерној Турској).  Војска је кренула ка Хрисопољу и послала изасланство преко Босфора у Цариград, захтевајући да два брата остану цареви - савладари уз цара Константина IV.  Засновали су свој захтев на веровању да, пошто Небом влада Тројство, на исти начин царством треба да управљају три цара.  Суочен са овом ситуацијом, цар Константин IV је будно пазио на своју браћу. Цар Константин IV је дао Теодору деликатан задатак да похвали војнике за њихову оданост и да се сложи са њиховим образложењем, са циљем да их убеди да се врате у своје касарне у Анадолији.  Такође је позвао вође побуне да дођу у Цариград и консултују се са Сенатом како би могли да започну процес потврђивања жеља војске.  Задовољна овим очигледно позитивним исходом, војска се вратила у Анадолију, док су покретачи покрета ушли у град.  Пошто је војна претња сада нестала, цар Константин IV је кренуо против вођа побуне, заробио их и дао их обесити код Сике . 
Пошто је био у фокусу завере да се ограничи Константинова власт, и он и његов брат су сада били осумњичени у очима старијег цара; такође, цар је желео да подигне сопственог сина, будућег Јустинијана II за савладара .  Негде између 16. септембра и 21. децембра 681. године, цар Константин IV је наредио сакаћење своје браће одсецањем носова и наредио да се њихове слике више не појављују ни на једном новчићу, као и да се њихова имена уклоне из свих званичних докумената,  вероватно да ће га наследити његов син Јустинијан II .  После овога, историја их више не помиње. 